# مولد التراجيديا
مولد التراجيديا من روح الموسيقى (بالألمانية: Die Geburt der Tragödie aus dem Geiste der Musik)‏ هو عمل عام 1872 للنظرية الدرامية للفيلسوف الألماني فريدريش نيتشه. أعيد إصدارها في عام 1886 باسم مولد التراجيديا أو: الهيلينية والتشاؤم (بالألمانية: Die Geburt der Tragödie, Oder: Griechentum und Pessimismus)‏. احتوت الطبعة الأخيرة على مقالة تمهيدية بعنوان محاولة في النقد الذاتي، حيث علق نيتشه على هذا الكتاب الأقدم.

## تأثر الكاتب
تعد أعمال أرتور شوبنهاور ذات أهمية قصوى لدى فريدريك نيتشه، وخصوصا كتابه الذي عنوانه العالم إرادة وفكرة.

## روابط خارجية
- مولد التراجيديا على موقع الموسوعة البريطانية (الإنجليزية)